# Смеловский, Иван Андреевич
Иван Андреевич Смеловский (1762—1808) — российский медик, педагог и переводчик; профессор Императорской Медико-хирургической академии; надворный советник.

## Биография
Иван Смеловский родился в Киевской губернии 6 января 1762 года; происходил из духовенства. Окончив курс Киевской духовной академии, где он усердно занимался латинским языком и, кроме обязательных предметов, изучал с большим желанием польский, немецкий, французский, греческий и еврейский языки, Смеловский получил степень магистра и преподавал в той же академии латинский и греческий языки. 
28 августа 1788 года он вступил волонтером в Медико-хирургическую Санкт-Петербургскую школу. Успешно пройдя курс последней, был в 1790 году произведен в лекари и, назначенный в 6-й батальон Сибирского корпуса Русской императорской армии, состоял во время войны со Швецией на корельских границах. 
С 1791 по 1794 год Иван Андреевич Смеловский служил уездным лекарем в городе Вытегре, Олонецкой губернии, 21 апреля 1791 года был командирован в Петрозаводск для лечения усилившейся в Олонецком егерском батальоне цинги, а 2 июня того же года — в город Пудож для прекращения эпидемии; в 1792 году он был послан в Каргопольский уезд для прекращения падежа домашнего скота. 
В 1794 году он перевелся в Адмиралтейский госпиталь столицы, а в 1795 и 1796 годах работал, кроме того, при «Сухопутной генеральной госпитали». 
5 апреля 1796 года И. А. Смеловский прочел пробную лекцию «О болезненных причинах вообще и о чахотке». За эту лекцию Медицинская Коллегия определила его в Санкт-Петербургское Медико-хирургическое училище адъюнктом патологии, терапии и клиники («praxis medica») к первому русскому клиницисту, профессору Григорию Ивановичу Базилевичу; 20 ноября того же года Смеловский получил звание штаб-лекаря «за присланную дельную обсервацию». К этому времени училище уже было значительно улучшено, чему способствовали, главным образом, труды главного директора Медицинской Коллегии, барона Васильева. В 1798 году училище преобразовано в академию, причем Смеловский продолжал читать свой предмет. 
24 февраля 1799 году Г. И. Базилевич был избран ученым секретарем Медицинской Коллегии и оставил академию; на свое место он рекомендовал Смеловского; последний прочел 17 апреля 1799 года пробную лекцию «о болезнях пасочных сосудов», и 20 июня ему было поручено самостоятельное преподавание патологии, терапии и клиники в звании адъюнкт-профессора. С этого времени до 1805 года он был единственным профессором терапевтом в академии. 22 февраля 1801 года Смеловский получил звание экстраординарного профессора, а в 1802 году — ординарного. Кафедра, занимавшаяся Смеловским, совмещала в себе не только внутренние болезни, но и нервные, душевные, кожные, венерические, глазные и другие. Сюда же относилась и теория медицины. 
Чистович полагает, что Смеловский преподавал свой предмет не только теоретически, но и у постели больного. Авроров в своем «Историческом очерке кафедры общей патологии» приводит рапорт Смеловского, поданный им в конференцию в 1805 году. Из этого рапорта, при котором автор его представил свой перевод Hartman’овского анализа Brown’овской системы, видно, что Смеловский очень тщательно следил за научными теориями своих современников и относился к ним критически. «В каждом из сих трех курсов, говорит он, принужден я был предлагать мое учение совсем в другом виде..; оставив предрассудок уважения (praejudicium auctoritatis)». Смеловский считал необходимым «держаться больше натуры живого человеческого организма» и т. д. Тем не менее, он не имел совершенно самостоятельных воззрений и был вынужден довольствоваться изложением теории возбуждения Броуна, теорией жизненной силы Рейля и т. д.
В 1805 году Смеловский перешел на вновь учрежденную кафедру физиологии, общей патологии и диететики (гигиены) и оставался на ней два года (до самой кончины). Несмотря на появившиеся у него признаки чахотки, он, в меру сил, продолжал преподавание своего предмета, иногда поручая чтение лекций своему адъюнкту Даниле Велланскому. В марте 1808 года он известил конференцию о своей болезни, которая вскоре и свела его в могилу. Иван Андреевич Смеловский умер 11 мая 1808 года в Санкт-Петербурге.
Кроме Академии Смеловский работал в разных госпиталях, находился в армии во время Шведской войны, неоднократно был командирован для прекращения эпидемических болезней и скотского падежа. Помимо этого, Смеловскому было также поручено лечение воспитанников Академии, которая высоко ценила Смеловского, как человека и как преподавателя. В её протоколах сохранились следующие слова: «Желая соблюсти в круге своем с достодолжным почитанием память сочлена своего, покойного профессора надворного советника Смеловского, конференция положила, в уважение отличных заслуг, оказанных им обществу образованием юношества, в признательность к ревностным трудам его, с каковыми исполнял он поручаемые ему начальством разные должности, записать сие в протокол, с присовокуплением, что потеря сего почтенного мужа, коего беспримерная кротость, человеколюбие и снисхождение, при обширных и глубоких познаниях, как в медицине, так и в других науках и знаниях, поистине достойны подражания, — навсегда пребудет чувствительнейшею для сотоварищей его и для воспитанников». Смеловский жил «пребедно» и оставил семью без всяких средств к существованию. Работа в академии и госпиталях почти не оставляла ему времени заниматься самостоятельными научными исследованиями.
По поручению Медицинской Коллегии, он, без отрыва от основной работы, перевёл с русского на латинский язык различные указы и инструкции из описаний бывшей в Москве моровой язвы.

## Избранная библиография
- «Критическое обозрение Броуновой системы Гартмана» (P. K. Hartman’s Analyse des Brownischen Systems; 2 Theile, Wien, 1802); перев. с немецк., 2 ч., СПб. , 1808 г., 8°, издание Академии.
- «Патология» Гильдебранта (перевод с немецкого)
- «Особенная Физиология и Всеобщая Патология» (сочинение Эдинбургского врача, профессора и члена разных врачебных обществ Грегори. Для классического при Императорской Медико-хирургической академии употребления, с первого Венецианского издания перевел профессор оной Академии Иван Смеловский, надворный советник; 1808 год.